# Calcodes cupreiventris
Calcodes cupreiventris es una especie de coleóptero de la familia Lucanidae.

## Distribución geográfica
Habita en Borneo en Sumatra (Indonesia).